# San Nicolás kommun, Chile
San Nicolás är en kommun i Chile.   Den ligger i provinsen Punilla och regionen Ñuble, i den södra delen av landet, 400 km söder om huvudstaden Santiago de Chile.
Trakten runt San Nicolás består till största delen av jordbruksmark. Runt San Nicolás är det ganska tätbefolkat, med 124 invånare per kvadratkilometer.